# Lakis Teodoru
Lakis Teodoru (gr. Λάκης Θεοδώρου, ur. 4 listopada 1950 w Larnace) – cypryjski piłkarz występujący na pozycji obrońcy, pomocnika i napastnika. Przez większość kariery związany ze stołecznym EPA Larnaka. Były trzydziestopięciokrotny reprezentant Cypru. Teodoru był zawodnikiem uniwersalnym, grał na pozycjach lewego i środkowego obrońcy, ofensywnego pomocnika, lewego i prawego skrzydłowego oraz środkowego napastnika. Raz wystąpił również jako bramkarz. Jego charakterystycznymi cechami były dynamika i dobrą gra głową.

## Osiągnięcia

### Klubowe
EPA Larnaka
- Mistrzostwo Cypru: 1969/1970

### Indywidualne
- Król strzelców Protathlima A’ Kategorias: 1972/1973 (17 goli)